# Anales de la Corona de Aragón
Los Anales de la Corona de Aragón, la obra magna del historiador y escritor aragonés Jerónimo Zurita, fueron realizados entre los años 1562 y 1580.

## Análisis de la obra
Zurita empleó 30 años de su vida en confeccionar el relato de la historia de Aragón, en orden cronológico, desde el periodo islámico hasta el reinado de Fernando el Católico. El modelo de su concepto de la historia y el estilo empleado es Tácito. Se propuso hacer un relato histórico riguroso, al margen de leyendas, rumores, dichos y creencias populares. Así, contempló únicamente fuentes antiguas y documentación archivística, que fue la base de una historia rehecha, donde se alejó cautelosamente de las noticias transmitidas tradicionalmente por los historiadores anteriores, el mérito de los cuales radicaba en la acumulación de crónicas medievales, fuentes literarias y datos de segunda mano. Gracias a ello, por ejemplo, una Crónica como la de Bernat Desclot poco apreciada tradicionalmente, empezó a ser tomada en consideración.
Sus cargos de secretario real y Cronista de Aragón le permitieron realizar frecuentes viajes a los Países Bajos Españoles, Francia o Italia, donde se pudo proveer de gran cantidad de fuentes documentales de primer orden. En muchas ocasiones figuran en sus Anales las transcripciones literales de los documentos que le sirvieron de fuente.
El discurso histórico que elabora sigue un orden cronológico preciso y se abordan aspectos políticos, económicos y religiosos. La obra tiene un alcance más allá de lo aragonés, ya que en el desarrollo de la crónica se ven involucrados todos los reinos peninsulares, incluido Portugal, aunque centrado primordialmente en la historia del Reino de Aragón. Por ello, ya Alonso de Santa Cruz le achacaba un punto de vista demasiado favorable al Reino y un cierto desdén para con Castilla. Pero Zurita cosechó adhesiones acérrimas, que negaban que su historia mostrara un punto de vista tendencioso contra lo castellano, como Ambrosio de Morales o Juan Páez de Castro.
Quizá lo que más se puede achacar a Zurita es un estilo alambicado en ocasiones, motivado por la influencia de la prosa latina; y deshilvanado en su cohesión argumental, debido a la difícil transición entre los documentos originales que reproduce y también por atenerse a un estricto orden temporal en la exposición histórica, lo que hace que se repita información.
Su estilo puede parecer actualmente austero, pero es incuestionable su autoridad como cronista moderno (el primero de la península) y su método historiográfico riguroso.
Muestra una nueva concepción de los deberes de un historiador y, no satisfecho con los abundantes materiales custodiados en los archivos de Zaragoza y Barcelona, buscó sus fuentes en los Países Bajos, Roma, Nápoles y Sicilia.
El rigor de su obra debió de influir y servir de referencia para la edición de los Anales del Reino de Navarra, publicados en cinco tomos entre 1685 y 1715, cuya redacción correspondió a los jesuitas y cronistas del reino José de Moret y Francisco de Alesón.

## Primeras ediciones
La obra de Jerónimo Zurita Anales de la Corona de Aragón fue saliendo a la luz entre los años 1562 y 1580, siendo la última entrega la dedicada a Fernando II de Aragón titulada Historia del Rey don Hernando el Catholico, en las siguientes entregas editoriales:
- Los cinco libros primeros de la primera parte de los anales de la Corona de Aragón, Zaragoza, Pedro Bernuz (antes Jorge Coci), 30 de mayo de 1562.
- Los cinco libros postreros de la primera parte de los anales de la Corona de Aragón, Zaragoza, Pedro Bernuz (antes Jorge Coci), 12 de noviembre de 1562.
- Segunda parte de los Anales de la Corona de Aragón. Los cinco libros primeros de la segunda parte de los Anales de Aragón, Zaragoza, Domingo de Portonaris, 1578.
- Segunda parte de los Anales de la Corona de Aragón. Los cinco libros postreros de la Segunda parte de los Anales de Aragón, Zaragoza, Domingo de Portonaris, 1579.
- Historia del Rey don Hernando el Catholico. De las empresas y ligas de Italia, Zaragoza, Domingo de Portonaris, 1580.

## Ediciones modernas
- Ángel Canellas López (ed. lit.), Anales de la Corona de Aragón, Zaragoza, Institución «Fernando el Católico», 1967-1977, 8 vols. Toma como base la 2ª ed. de los Anales, corregida y aumentada en 1585 por Jerónimo Zurita. Desde 2003 hay versión electrónica de esta edición, de acceso libre en la Biblioteca Virtual de la Institución Fernando el Católico. En 2008 se publicó un buscador en red que cubre todo el texto de los Anales y de Historia del rey Don Fernando el Católico. De las empresas, y ligas de Italia.
- Antonio Ubieto Arteta y Mª Desamparados Pérez Soler (ed. lit.), Anales de la Corona de Aragón, Valencia, Anubar, 1967-1972, 4 vols.
- Francisco Asín Remírez de Esparza (comp.), Textos clásicos sobre la historia del reino de Aragón, Madrid, Fundación Histórica Tavera; Digibis, 2000 (Colección clásicos Tavera ; 47 ; 48 ; 49. Serie IV, Historia de España en sus regiones históricas, 2). 3 discos compactos (CD-ROM). Contiene: CD-ROM I. Jerónimo Zurita, Anales de la Corona de Aragón, ed. de [Zaragoza, Lorenzo Robles], 1610.
- Edición digital en la Biblioteca Virtual Saavedra Fajardo (enlace roto disponible en Internet Archive; véase el historial, la primera versión y la última)., digitalización facsímil de la edición de Zaragoza, Lorenzo Robles, 1610.